# Виндзорские насмешницы
Об опере Николаи см. Виндзорские проказницы (опера)
«Ви́ндзорские насме́шницы» (англ. The Merry Wives of Windsor, вариант перевода — «Виндзорские проказницы») — комедия Уильяма Шекспира в пяти действиях. Написана в 1597 году, опубликована в 1602 году. Действие происходит в местечке Виндзор и его окрестностях.
Это единственная пьеса Шекспира, где действие разворачивается в эпоху королевы Елизаветы и большинство персонажей являются представителями среднего класса английского общества.

## История создания и публикации
Пьеса была внесена в «Регистр Гильдии книгопечатников и издателей» 18 января 1602 г.; впервые опубликована в 1602 году со значительными искажениями текста и под названием «Чрезвычайно занятная и весьма остроумная комедия о сэре Джоне Фальстафе и виндзорских насмешницах. Содержащая разные забавные выходки уэльского рыцаря сэра Хью, судьи Шеллоу и его премудрого племянника мистера Слендера. С пустым хвастовством прапорщика Пистоля и капрала Нима. Сочинение Уильяма Шекспира. Как она не раз исполнялась слугами достопочтенного лорда-камергера и в присутствии её величества, и в других местах». Вторая публикация (также кварто) относится к 1619 году, это издание воспроизводит все ошибки первого. Текст пьесы без искажений и пропусков был напечатан только в 1623 году (фолио).

## Краткое содержание
В этой пьесе снова появляются толстый рыцарь сэр Джон Фальстаф и некоторые другие комедийные персонажи «Генриха IV»: судья Шеллоу, Пистоль, паж Фальстафа пьяница Бардольф.
Фальстаф прибывает в Виндзор, у него очень мало денег, и он решает подзаработать, познакомившись с двумя богатыми замужними женщинами — миссис Форд и миссис Пейдж. Фальстаф решает написать женщинам любовные письма, назначив им свидание и просит своих слуг — Пистоля и Нима — отнести письма женщинам. Однако они отказываются и Фальстаф, прогоняя их, вынужден передать письма со своим пажом. Обиженные Ним и Пистоль решают выдать Фальстафа мужьям миссис Форд и миссис Пейдж.
Тем временем, руки дочери миссис Пейдж — Анны Пейдж пытаются добиться трое мужчин: Каюс, Слендер и Фентон. Миссис Пейдж хочет выдать дочь за доктора Каюса, а мистер Пейдж — за Слендера. Сама же Анна влюблена в молодого Фентона, но родители девушки выступают против этого брака, так как Фентон жил не по средствам и растратил все своё состояние. Пастор Хью Эванс пытается заручиться поддержкой миссис Куикли (служанки доктора Каюса) в вопросе ухаживания Слендера за Анной, но доктор Каюс узнает об этом и вызывает пастора на дуэль.
Тем временем Пистоль и Ним рассказывают мужьям миссис Форд и миссис Пейдж о замыслах сэра Джона относительно их жен и кошельков. Появляется хозяин гостиницы «Подвязка» в сопровождении судьи Шеллоу, который приглашает мистера Пейджа и мистера Форда пойти посмотреть дуэль между доктором Каюсом и сэром Хью. Секундантом этой дуэли выступает хозяин гостиницы и он уже даже назначил место для проведения дуэли — каждому из противников своё. Для того, чтобы выведать у Фальстафа планы на свою жену, Форд просит хозяина гостиницы представить его Фальстафу как мистера Брука.
Когда миссис Форд и миссис Пейдж получают письма Фальстафа, они рассказывают друг другу о них и очень быстро приходят к выводу, что письма абсолютно одинаковые. Женщины решают проучить сэра Фальстафа, для этого сделав вид, что они согласны встретиться с ним.

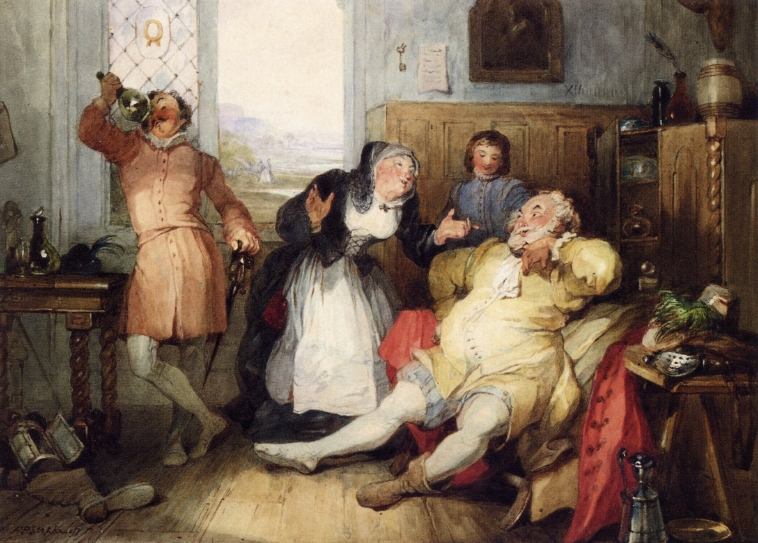
Ф. Ф. Степанофф. Фальстаф и миссис Куикли. Ок. 1840.

Всё это вылилось для Фальстафа в большие неприятности. «Брук» говорит Фальстафу о том, что он влюблен в миссис Форд, однако не может ей в этом признаться, так как она слишком добродетельна. И он уговаривает Фальстафа назначить свидание миссис Форд, чтобы уличить жену в неверности. Фальстаф хвастается ему, что свидание уже назначено, и как только мистер Форд уйдет из дому, он, Фальстаф, встретится с миссис Форд. Мистер Форд в ярости и задумывает проучить свою жену, придя домой во время свидания миссис Форд и Фальстафа.
Ничего не подозревающий Фальстаф приходит к миссис Форд в назначенный час. Однако долго любезничать ему не приходится, так как появляется миссис Пейдж и, по договоренности, предупреждает миссис Форд о том, что в дом возвращается мистер Форд. Чтобы Фальстаф не попался ему на глаза женщины решают спрятать его в бельевую корзину, прикрыв сверху грязным бельем. Пока мистер Форд устраивает в доме обыск, слуги выносят корзину и вываливают её содержимое в канаву. Однако Фальстаф думает, что женщины просто играют с ним и не собирается отступать. Находясь у себя в гостинице Фальстаф получает записку от миссис Форд с приглашением явиться к ней в дом, когда муж будет отсутствовать. Как только Фальстаф вновь пришёл к миссис Форд миссис Пейдж сообщает, что возвращается мистер Форд. Женщины хотят спрятать Фальстафа в ту же бельевую корзину, однако сэр Джон уже не соглашается и его переодевают в одежду тетки одной из служанок, которую терпеть не может мистер Форд.
Тем временем мистер Форд действительно вернулся в дом и сразу же бросился к бельевой корзине. Однако кроме белья там ничего не было. Обыскав весь дом мистер Форд наткнулся на ту самую тетку служанки, которая пыталась выйти из дома и в сердцах колотит мнимую старуху палкой так, что старушка вынуждена бежать из дома прочь.
В конце концов дамы рассказывают своим мужьям о том, как они подшутили над сэром Джоном и все вместе они решают сыграть над ним такую шутку, чтобы смеялся весь город. Женщины вновь приглашают Фальстафа на свидание ночью в Виндзорский лес. Фальстаф должен одеться привидением охотника Герна, а переодетые эльфами и феями молодые люди во главе с пастором напугают его и вытянут признание в недостойном рыцаря поведении. Роль царицы фей поручена Анне. Мистер Пейдж просит Анну надеть белое платье, ведь именно по нему Слендер узнает её, сможет украсть и тайно от миссис Пейдж обвенчаться. Однако миссис Пейдж и доктор Каюс хотят сделать то же самое, для чего просят Анну надеть зелёное платье. Анна же имеет на эту ночь свои планы, о которых знает только Фентон.
И вот Фальстаф в костюме охотника с рогами на голове приходит ночью в лес. Появляются и обе дамы. Но завязать разговор не удается, так как после краткого обмена любезностями повсюду начинают звучать охотничьи рога. Дамы делают испуганный вид и убегают. Лешие, феи, эльфы окружают испуганного Фальстафа и начинают потешаться над ним. Тем временем Слендер хватает фею в белом, Каюс в зелёном, полагая, что это Анна и, пользуясь всеобщим весельем и неразберихой, убегают с ними в лес.
Мистер и миссис Форд, а также мистер и миссис Пейдж снимают маски перед Фальстафом и открывают ему правду о себе. Хотя Фальстаф и смущен, но он держится довольно хорошо, так как считает, что заслуживает такого публичного порицания.
В это время из леса возвращаются Слендер и Каюс, их феи оказались переодетыми мальчишками. В то же время появляются Анна и Фентон — они успели обвенчаться и теперь муж и жена. Родителям Анны ничего не остается, как благословить молодых. Все приглашаются на свадьбу, в том числе и Фальстаф.

## Постановки
Премьеру комедии датируют 27 апреля 1597 года: сохранилось документальное свидетельство, что пьесу играли в Гринвиче в день святого Георгия на празднестве в честь ордена Подвязки.
- 1851 — Театр Её Величества. Реж. Ч. Кин
- 1902 — Фальстаф — Г. Бирбом Три, миссис Форд — Мэдж Кендал, миссис Пейдж — Э. Терри
- 1911 — Реж. О. Эш
- 1922 — Театр «Одеон», Париж
- 1929 — «Deutsches Theater», Берлин
- 1941 — Театр «Стрэнд», Лондон
- 1937 — Шекспировский фестиваль в Бохуме
- 1945 — Олд Вик. В ролях: Фальстаф — Р. Ричардсон, Шеллоу — Л. Оливье
- 1950 — Театр на Виноградах, Прага
- 1956 — Мемориальный театр, Стратфорд-на-Эйвоне
- 1956 — Страдфорд (Онтарио). Реж. Майкл Лэнем; в роли Фальстафа — Дуглас Кэмпбелл
- 1959 — «Олд Вик», Лондон
- 1958 — Новый театр, Милан (труппа Дж. Черви)
- 1985 — Стратфорд. Реж. Билл Александер
- 1993 — «Насмешницы». Труппа «Северные сквернословы» (?)

### Постановки в России и СССР
- Первая постановка состоялась в конце 1830-х гг. в Москве (Фальстаф — М. М. Щепкин).
- 1866 — Малый театр. Бенефис суфлёров Ермолова и Витнебена; перев. Н. Х. Кетчера. В ролях: Фальстаф — И. В. Самарин, мистер Форд — С. В. Шумский, мистер Пейдж — П. М. Садовский, миссис Форд — А. И. Колосова, миссис Пейдж — Е. Н. Васильева, Куикли — А. И. Шуберт, Каюс — Петров и Федоров, Эванс — Дмитревский, хозяин гостиницы «Подвязка» — Н. М. Никифоров, Шеллоу — Степанов, Слендер — П. Я. Рябов.
- 1890 — Малый театр (возобновление). Бенефис Н. Музиля, перев. Соколовского. В ролях: Фальстаф — А. Ленский, мистер Форд — Музиль, мистер Пейдж — К. Рыбаков, миссис Форд — Ермолова, миссис Пейдж — Федотова, Куикли — Никулина, Фэнтон — Южин, хозяин гостиницы — Правдин, Эванс — Максимов.
- 1887 — Александринский театр. В роли Фальстафа — К. А. Варламов.
- 1904 — Александринский театр. В роли Фальстафа — В. Н. Давыдов.
- 1902 — Новый театр (Москва)
- 1916 — Московский Камерный театр. Реж. А. П. Зонов, худ. А. В. Лентулов.
- 1920 — Театр народной комедии (Петроград). Реж. С. Э. Радлов.
- 1939 — Театр им. Г. М. Сундукяна (Ереван). Перев. Т. С. Ахумяна, реж. Габриэлян, худ. С. А. Арутчян. В ролях: Фальстаф — Р. Н. Нерсесян и А.Хачанян, миссис Форд — А. Т. Восканян, миссис Пейдж — В. Т. Вартанян.
- 1947 — Театр драмы Латвийской ССР (Рига). Реж. Э. Фельдман, худ. Грасман. В ролях: Фальстаф — Осис, Эванс — Бар, Слендер — Себрис, миссис Форд — Леяскалн, миссис Пейдж — Клинт, Куикли — Шмитхен.
- 1948 — Горьковский театр. Реж. Марголин, худ. Герасименко, муз. Раухвергера. В ролях: Фальстаф — М. А. Буйный, мистер Форд — Левкоев, Каюс — Соколовский, миссис Форд — Горянская, миссис Пейдж — Самарина, Куикли — Рождественская.
- 1924 — Театр им. Ш. Руставели (Тбилиси). Перев. Орбелиани, режиссёры К. А. Марджанишвили и А. В. Ахметели, худ. М. Ф. Домрачёв.
- 1932 — «Виндзорские граждане». Сибирский государственный театр (Новосибирск). Реж. В. Фёдоров.
- 1933 — Харьковский театр Революции. Реж. А. Л. Грипич, худ. В. Г. Меллер.
- 1935 — Польский театр (Киев). Реж. В. Васильев, худ. Звоницкий.
- 1939 — Сталинградский театр. Реж. Фатин, худ. Новиков.
- 1941 — Одесский театр Революции. Реж. В. С. Василько, худ. Б. Р. Эрдман.
- 1941 — Марийский драматический театр (Йошкар-Ола).
- 1941 — Сталинабадский русский театр
- 1946 — Костромской театр им. А. Н. Островского
- 1947 — «Проказы Виндзора». Ленинградский театр кукол под рук. Е. С. Деммени
- 1948 — Театр Ванемуйна (Тарту)
- 1939 — Краснодарский колхозно-совхозный театр
- 1940 — Владивостокский театр
- 1946 — Кемеровский театр
- 1957 — «Весёлые насмешницы». Театр им. Моссовета. Перевод С. Я. Маршака и М. М. Морозова. Реж.-пост. Ю. А. Завадский, реж. А. Т. Зубов, худ. Н. А. Шифрин, эскизы костюмов — Закаржевская, муз. К. С. Хачатуряна. В ролях: миссис Пейдж — Ткачева, Фальстаф — Алексеев и Г. А. Слабиняк, миссис Форд — Холина, Робин — Чернова, миссис Куикли — Т. С. Оганезова, судья Шеллоу — Калинцев, Слендер — А. М. Адоскин, пастор Эванс — Бродский, мистер Пейдж — Щелоков, доктор Каюс — С. С. Цейц, Анна Пейдж — Соколова, Пистоль — Сидорчук, от театра — А. А. Консовский.
- 2002 — «Виндзорские проказницы». Санкт-Петербургский академический театр комедии имени Н. П. Акимова.
- 2011 — Владимирский академический театр драмы[2].
- 2016 — «Веселые жены Виндзора». Театр для детей и молодежи «Свободное пространство» (г. Орел). Режиссёр — Александр Михайлов.
- 2017 — Хабаровский театр драмы и комедии.[3]

### Исполнители роли Фальстафа
Не упомянутые в списке постановок: Джеймс Куин (с 1720 г.), Джон Хендерсон (с 1771 г.), Сэмюэл Фелпс (1874), Иэн Ричардсон (Стратфорд; реж. Терри Хэндс), Брюстер Мэйсон (1968), Джеймс Хэкет (1832 г. — Лондон; 1838 г. — Нью-Йорк).

## Музыкальный театр
На сюжет «Виндзорских насмешниц» разными композиторами было создано несколько опер:
- 1799 — «Фальстаф», композитор А.Сальери
- 1849 — «Виндзорские проказницы», композитор О.Николаи
- 1856 — «Фальстаф», композитор А. Адан
- 1893 — «Фальстаф», композитор Дж. Верди
- 1924 — «Влюблённый сэр Джон», композитор Р. Воан-Уильямс

## Экранизации
- 1910 — Виндзорские насмешницы[итал.] (США), режиссёр Френсис Боггс[англ.] В ролях: Кэтлин Уильямс — миссис Форд, Маргарита Фишер[англ.] — миссис Пейдж
- 1918 — Виндзорские насмешницы[англ.] / Die lustigen Weiber von Windsor, Германия, режиссёр Уильям Вауер[англ.]
- 1936 — Виндзорские насмешницы / Die lustigen Weiber, Германия, режиссёр Карл Хоффманн[англ.]. В ролях: Лео Слезак — Фальстаф, Ида Вюст[англ.] — миссис Форд, Мария Кран[англ.] — миссис Пейдж
- 1950 — Виндзорские насмешницы[англ.] (ГДР), режиссёр Георг Вильдхаген[англ.] В ролях: Пауль Эссер[англ.] — Фальстаф, Соня Циман — миссис Форд, Камилла Спира[англ.] — миссис Пейдж
- 1952 — Виндзорские насмешницы, Великобритания (эпизод телесериала Театр воскресным вечером[англ.]), режиссёр Джулиан Эмис, В ролях: Роберт Аткинс — Фальстаф, Мэри Керридж[англ.] — миссис Пейдж, Бетти Хантли-Райт[англ.] — миссис Форд
- 1955 — Виндзорские насмешницы, Великобритания (ТВ), режиссёры Барри Эдгар[англ.], Глен Байем Шоу[англ.] В ролях: Энтони Куэйл — Фальстаф, Анджела Бадделей[англ.] — миссис Пейдж, Джойс Редман — миссис Форд
- 1956 — Фальстаф / Falstaff Италия (ТВ) (фильм-опера, музыка Джузеппе Верди. В роли Фальстафа — Джузеппе Таддеи
- 1957 — Виндзорские насмешницы, Великобритания (ТВ). В роли Фальстафа Хауэлл Глинн
- 1959 — Виндзорские насмешницы / Vesele zene vindzorske Югославия (ТВ), режиссёр Дэниэл Марусич
- 1959 — Жизнь и смерть сэра Джона Фальстафа / The Life and Death of Sir John Falstaff Великобритания (сериал). В роли Фальстафа — Роджер Ливси
- 1964 — Виндзорские насмешницы / Joyeuses commères de Windsor, Франция (ТВ), режиссёр Лазарь Иглесис[фр.]. В ролях: Жан Ле Пулен[фр.] — Фальстаф, Мони Дальмес[фр.] — миссис Форд, Арлетт Гилберт[фр.] — миссис Квикли
- 1965 — Виндзорские насмешницы[англ.] / Die lustigen Weiber von Windsor, Австрия, Великобритания, (1965) режиссёр Георг Тресслер[англ.]. В ролях: Норман Фостер — Фальстаф, Коллет Боку[англ.] — миссис Форд
- 1965 — Фальстаф (Полуночные колокола) / Campanadas a medianoche, Франция, Испания, Швейцария, режиссёр Орсон Уэллс. В роли Фальстафа — Орсон Уэллс
- 1970 — Виндзорские насмешницы / Las alegres comadres de Windsor , Аргентина, 1970, эпизод телесериала Большой универсальный театр / Gran teatro universal, режиссёр Хуан Мануэль Фонтанальс
- 1970 — Виндзорские насмешницы / Les joyeuses commères de Windsor (Франция) (ТВ), режиссёр Пьер Саббаг[фр.]. В ролях: Жак Фаббри[фр.] — Фальстаф (эпизод сериала Сегодня вечером в театре[фр.]
- 1971 — Виндзорские насмешницы / Las alegres comadres de Windsor (ТВ) Испания (эпизод телесериала Вечный театр[исп.]), режиссёр Педро Амалио Лопес[исп.]
- 1972 — Фальстаф / Falstaff Великобритания (ТВ) (фильм-опера, музыка Джузеппе Верди), режиссёр Бейзил Коулмэн, в роли Фальстафа — Джерент Эванс[англ.], в роли Миссис Квикли — Регина Резник
- 1974 — Сэр Джон Фальстаф (ТВ) (СССР) (по пьесе Шекспира и опере Джузеппе Верди Фальстаф, режиссёр Наталья Баранцева. В ролях: Фальстаф — Михаил Жаров, миссис Форд — Алла Будницкая, миссис Пейдж — Микаэла Дроздовская
- 1976 — Фальстаф Верди , Великобритания, (ТВ) (фильм-опера), режиссёр Дэйв Хезер. В роли Фальстафа— Дональд Грэмм[англ.]
- 1979 — Фальстаф, Австрия, (ТВ), (фильм-опера), режиссёр Гёц Фридрих[нем.]. В роли Фальстафа — Габриэль Бакье
- 1980 — Виндзорские насмешницы / Veselé panie z Windsoru (ТВ) (Чехословакия, словацкий язык), режиссёр Кароль Л. Захар[словац.]. В роли Фальстафа — Душан Блашкович[словац.], в роли миссис Форд — Божидара Турзоновова[словац.]
- 1980 — Виндзорские насмешницы / The Merry Wives of Windsor (видео) США, режиссёр Ричард Е. Т. Уайт
- 1981 — Виндзорские насмешницы / The Merry Wives of Windsor США, режиссёры Хью Ричмонд, Мкрк Ландон Уильямс[англ.]
- 1982 — Виндзорские насмешницы / The Merry Wives of Windsor, Великобритания, (ТВ), режиссёр Дэвид Джонс[англ.]. В ролях: Фальстаф — Ричард Гриффитс, миссис Форд — Джуди Дэвис, миссис Пейдж — Прунелла Скейлс (часть цикла BBC Television Shakespeare[англ.])
- 1982 — Джузеппе Верди: Фальстаф / Giuseppe Verdi: Falstaff (ТВ) Австрия, (фильм-опера)режиссёр Герберт фон Кароян. В роли Фальстафа — Джузеппе Таддеи, Форд — Роландо Панераи. Фентон — Франсиско Арайса, доктор Каюс — Пьеро де Пальма, миссис Форд — Райна Кабаиванска, миссис Пейдж — Криста Людвиг
- 1982 — Фальстаф / Falstaff, (ТВ), Великобритания, (фильм-опера), режиссёр Брайан Лардж[англ.]. В роли Фальстафа — Ренато Брузон, Форд — Лео Нуччи, миссис Форд — Катя Риччарелли, Нанетта — Барбара Хендрикс
- 1986 — Виндзорские насмешницы / Die lustigen Weiber von Windsor (ТВ) (ГДР), режиссёр Вера Эльшлегель[нем.]. В ролях: Фальстаф — Гельмут Штрасбургер[нем.], фрау Пейдж — Франциска Трёгнер[нем.], фрау Флут — Марлис Людвиг[нем.], фрау Хуртиг — Урсула Каруссайт[нем.]
- 1987 — Фальстаф / Falstaff (ТВ), Франция, (фильм-опера), музыка Джузеппе Верди, режиссёр Андре Фледерик. В роли Фальстафа — Жозе Ван Дам
- 1992 — Фальстаф / Falstaff (ТВ), США (фильм-опера), режиссёр Брайан Лардж[англ.]. В роли Фальстафа — Пол Плишка, миссис Форд — Мирелла Френи
- 1994 — Виндзорские насмешницы / A windsori víg nök (ТВ), Венгрия, режиссёр Гергей Хорват
- 1995 — Фальстаф / Falstaff (ТВ) (Германия) (фильм-опера). Музыка Антонио Сальери, режиссёры Агнем Мет, Клаус Виллер. В роли Фальстафа: Джон Дель Карло[англ.]
- 1998 — Виндзорские насмешницы / Muntra fruarna i Windsor (ТВ), Швеция, режиссёр Стина Анкер. В роли Фальстафа — Бьёрн Гранат
- 1999 — Фальстаф / Falstaff (ТВ), (фильм-опера), музыка Д. Верди, Великобритания, режиссёр Хамфри Бертон[англ.]. в роли Фальстафа Брин Терфель
- 2001 — Фальстаф / Falstaff (ТВ), (фильм-опера), музыка Д. Верди, Италия, режиссёр Пьер Кавассилас, в роли Фальстафа — Амброджо Маэстри
- 2003 — Проказницы / As Alegres Comadres, Бразилия, режиссёр Лейла Иполито. В роли Жоао Фауста (Фальстафа) — Гильерме Каран
- 2003 — Фальстаф / Falstaff (ТВ), (фильм-опера), музыка Д. Верди, Франция, режиссёр Хлоя Перлемутер. В роли Фальстафа — Уиллард Уайт[англ.]
- 2006 — Фальстаф / Falstaff (ТВ), (фильм-опера), музыка Д. Верди, Италия, режиссёр Паола Лонгобардо, в роли Фальстафа — Руджеро Раймонди
- 2009 — Фальстаф / Falstaff (ТВ), (фильм-опера), музыка Д. Верди, Германия, Франция, Великобритания, режиссёр Франсуа Рассиллон. В роли Фальстафа Кристофер Пурвс[нем.]
- 2011 — Виндзорские насмешницы / The Merry Wives of Windsor, Великобритания, (Глобус) режиссёр Кристофер Ласкомб. Фальстаф — Кристофер Бенжамин[англ.], миссис Пейдж — Серена Эванс, миссис Форд — Сара Вудворд[англ.]
- 2018 — Виндзорские насмешницы / The Merry Wives of Windsor, Королевская шекспировская компания в прямом эфире Великобритания, режиссёр Фиона Лэйрд[англ.]. В роли Фальстафа — Дэвид Тротон[англ.], миссис Пэйдж — Ребекка Лейси, миссис Форд — Бет Кордингли[англ.], Фентон — Люк Ньюберри
- 2019 — Виндзорские насмешницы / The Merry Wives of Windsor, Шекспировский «Глобус» в прямом эфире, Великобритания, режиссёр Элле Вайл. В ролях: Фальстаф — Пирс Куигли[англ.], миссис Форд — Брайони Ханна[англ.]
- 2019 — Виндзорские насмешницы / The Merry Wives of Windsor, Канада Страдфордский фестиваль. режиссёр Барри Аврич[англ.]

## Переводы на русский язык
Переводы:
- 1796 — Вот каково иметь корзину и белье — Екатерина II — переложение пьесы на русские нравы
- 1866 — Виндзорские проказницы — Н. X. Кетчер
- 1868 — Виндзорские проказницы — П. И. Вейнберг
- 1893 — Веселые уиндзорские жены — П. А. Каншин
- 1897 — Виндзорские кумушки — А. Л. Соколовский
- 1930 — Веселые виндзорские кумушки — М. А. Кузмин
- 1937 — Веселые виндзорские кумушки — Татьяна Щепкина-Куперник
- 1951 — Виндзорские насмешницы — С. Я. Маршак и М. М. Морозов